# قلعه بدرآباد
قلعه بدرآباد مربوط به دوره قاجار است و در شهرستان میبد، روستای بدر آباد، روبروی گورستان واقع شده و این اثر در تاریخ ۱۰ خرداد ۱۳۸۲ با شمارهٔ ثبت ۹۱۱۵ به‌عنوان یکی از آثار ملی ایران به ثبت رسیده است.